# Lichtenhain/Bergbahn
Lichtenhain/Bergbahn è un ex-comune del distretto Saalfeld-Rudolstadt, in Turingia, Germania. Dal 1º dicembre 2008 è parte del Oberweißbach/Thüringer Wald.

## Storia
Il Lichtenhain/Bergbahn è stato menzionato per la prima volta nel 1455. Esso era collocato nell'antico percorso commerciale che collega Erfurt a Norimberga.
Appartenette per un certo periodo alla contea di Schwarzburg e successivamente al principato di Schwarzburg-Rudolstadt. Durante la guerra dei trent'anni la città venne completamente devastata dal conflitto.
Fonti principali di sostentamento per la popolazione di questo piccolo centro, erano in origine la selvicoltura, la trasformazione della legna in carbone vegetale e l'estrazione di resina.
In seguito, il commercio di prodotti ed oli naturali per la salute, assunse un ruolo di grande rilievo nel processo di sviluppo economico.
Nel 1812 il Lichtenhain/Bergbahn contava 375 abitanti. Questo numero crebbe sino a raggiungere i 524 abitanti nel 1902.
Nel 1923, venne aperta la funivia Oberweißbacher, che collegava il Lichtenhain alla rete ferroviaria nazionale.
In epoca moderna, l'industria del vetro e la produzione di termometri costituivano i settori più importanti. Inoltre, dopo la seconda guerra mondiale, si è registrato un significativo aumento del turismo.
Il 1º dicembre 2008, il comune di Lichtenhain/Bergbahn è stato sciolto per essere infine inglobato dalla città di Oberweissbach, trovando qui inoltre la sua sede amministrativa.

## Politica
Il Consiglio comunale del Lichtenhain/Bergbahn, è stato ultimamente costituito (nelle elezioni locali del 27 Giugno 2004) da sei donne e consiglieri comunali così divisi:
SPD 3 posti
FW 3 posti
L'ultimo sindaco onorario, Ingo Lödel, è stato eletto il 27 giugno 2004.

## Stemma
Blasone: "Diviso e disgiunto a metà; in alto, in blu, un leone dorato che s'innalza con una lingua rossa e degli artigli color vermiglio, sotto un cuore che divampa con le sue fiamme rosse, in basso a destra invece è rappresentato un fiore di arnica dorata."
Descrizione: Lo stemma è stato progettato dall'araldista Frank Diemar ed approvato, il 30 settembre 1994, dall'amministrazione statale della Turingia.

## Infrastrutture e trasporti
Lichtenhain/Bergbahn è collegata all'Oberweißbacher Bergbahn, la ferrovia che dal 1922 collega Obstfelderschmiede (Mellenbach-Glasbach) con il villaggio di Cursdorf.
Si compone di una funicolare lunga circa 1,4 km Obstfelderschmiede e Lichtenhain/Bergbahn e di una ferrovia lunga 2,6 km che collega Lichtenhain/Bergbahn con Cursdorf.
La ferrovia è gestita dalla Deutsche Bahn AG e offre circa 30 corse ogni mezz'ora dalle 5:30 alle 20:00.